# Turtmann
Turtmann (toponimo tedesco; in francese Tourtemagne) è una frazione di 980 abitanti del comune svizzero di Turtmann-Unterems, nel Canton Vallese (distretto di Leuk).

## Storia

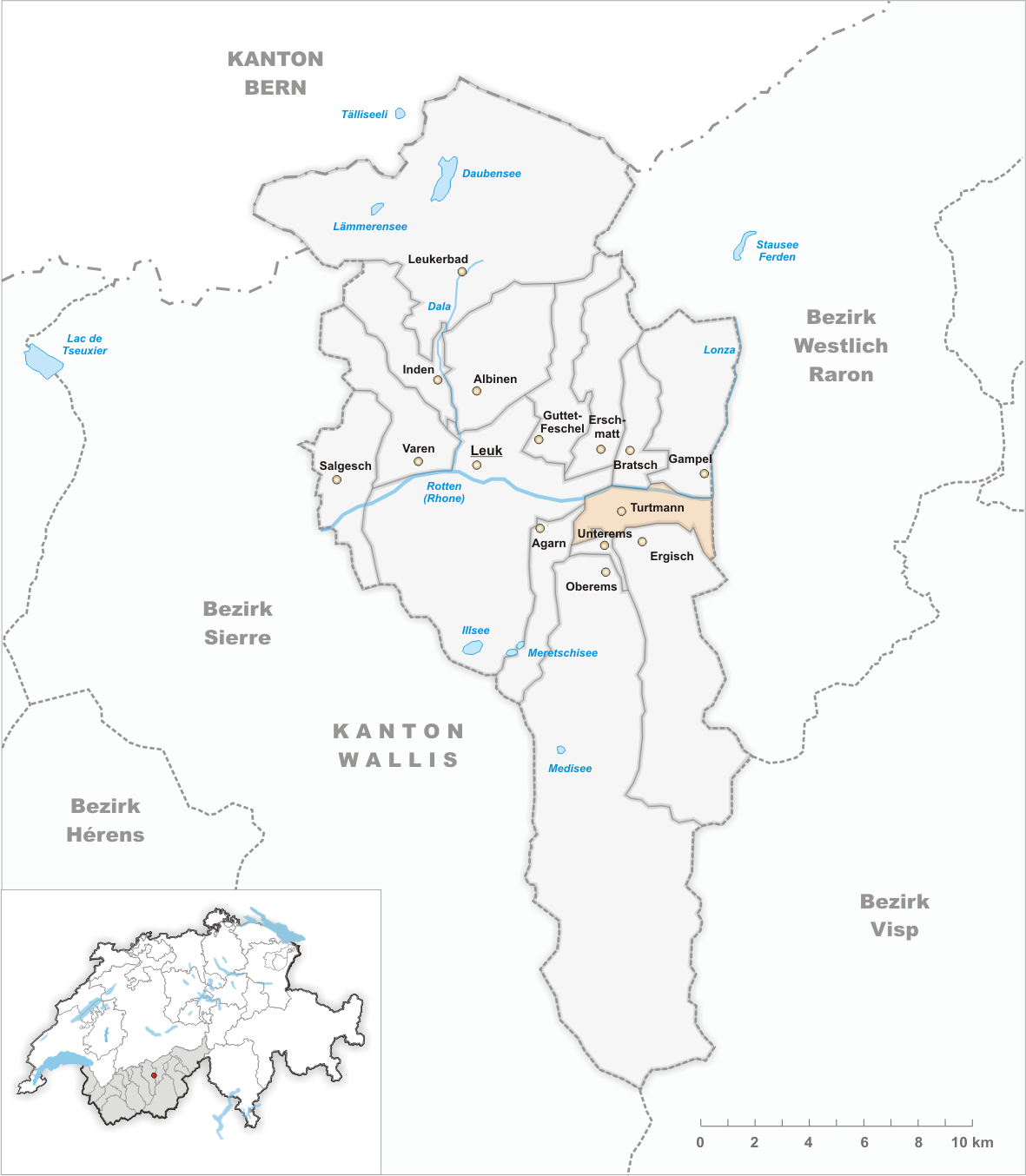
Il territorio del comune di Turtmann prima degli accorpamenti comunali del 2013

Già comune autonomo che si estendeva per 6,8 km² e che comprendeva anche le frazioni di Ried e Tännu, nel 2013 è stato accorpato al'altro comune soppresso di Unterems per formare il nuovo comune di Turtmann-Unterems, del quale Turtmann è il capoluogo.

## Monumenti e luoghi d'interesse
- Chiesa parrocchiale cattolica di San Giuseppe, eretta nel 1864-1866[1].

## Società

### Evoluzione demografica
L'evoluzione demografica è riportata nella seguente tabella:
Abitanti censiti

## Infrastrutture e trasporti

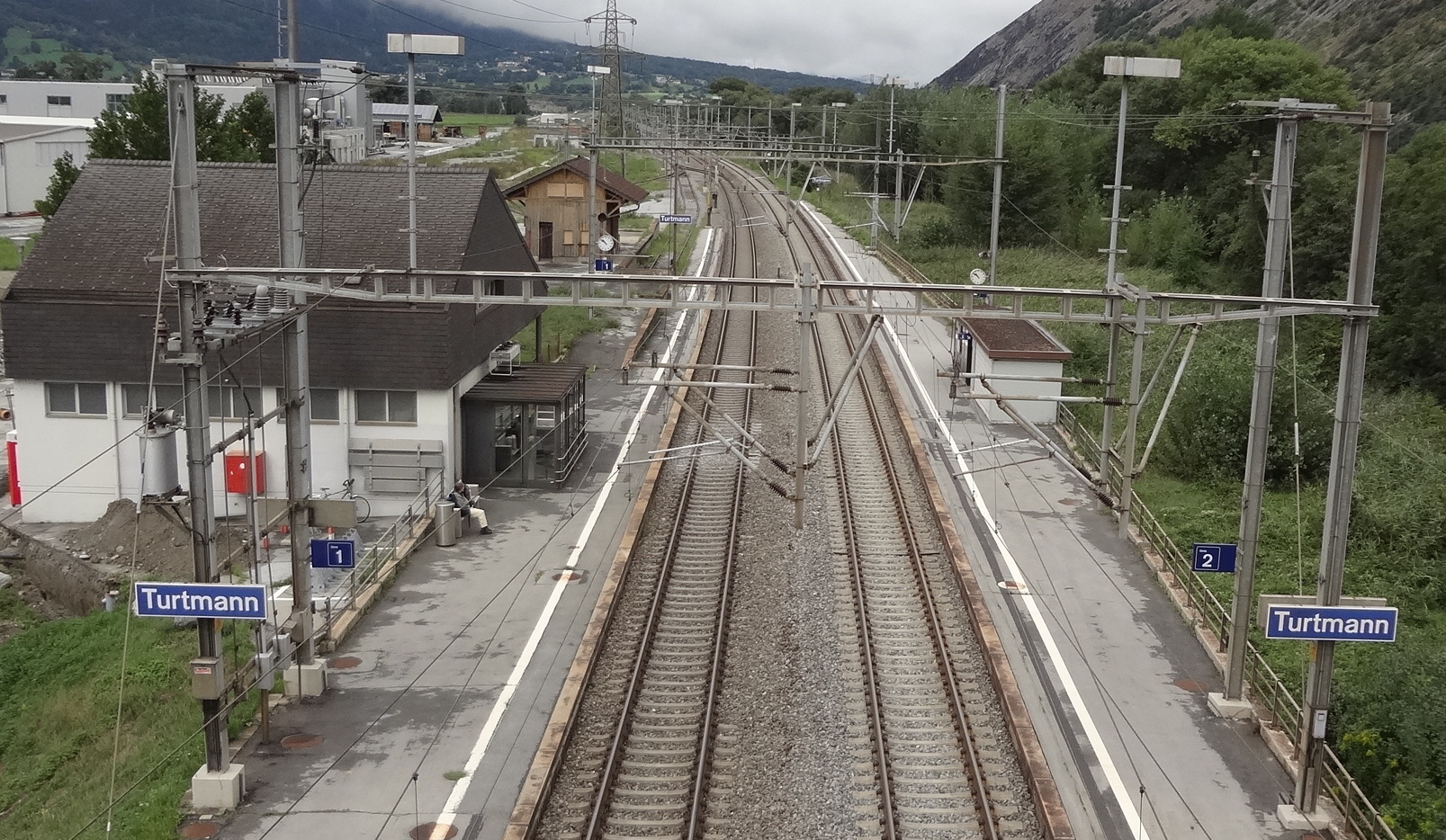
La stazione di Turtmann

Turtmann è servito dalla stazione di Turtmann, sulla ferrovia Losanna-Briga.

## Amministrazione
Ogni famiglia originaria del luogo fa parte del cosiddetto comune patriziale e ha la responsabilità della manutenzione di ogni bene ricadente all'interno dei confini della frazione.